# Stenasellus brignolii
Stenasellus brignolii är en kräftdjursart som beskrevs av Giuseppe L. Pesce och Roberto Argano 1981. Stenasellus brignolii ingår i släktet Stenasellus och familjen Stenasellidae. Inga underarter finns listade i Catalogue of Life.